# Trasadingen
Trasadingen is een gemeente en plaats in het Zwitserse kanton Schaffhausen.
Trasadingen telt 565 inwoners.
Bargen · Beggingen · Beringen · Buch · Buchberg · Büttenhardt · Dörflingen · Gächlingen · Hallau · Hemishofen · Lohn · Löhningen · Merishausen · Neuhausen am Rheinfall · Neunkirch · Oberhallau · Ramsen · Rüdlingen · Schaffhausen · Schleitheim · Siblingen · Stein am Rhein · Stetten · Thayngen · Trasadingen · Wilchingen
- Gemeinsame Normdatei: 7610861-2
- Historisch woordenboek van Zwitserland: 001291
- MusicBrainz: 899f2395-7f77-420c-a0b5-bbf776b27d29
- Virtual International Authority File: 240578628
- WorldCat: E39PBJr3rcXpyrwPvcFdCrBdcP